# Thimory
Thimory ist eine französische Gemeinde mit 691 Einwohnern (Stand: 1. Januar 2022) im Département Loiret in der Region Centre-Val de Loire. Sie ist Teil des Kantons Lorris im Arrondissement Montargis. Die Einwohner werden Thimoriens genannt.

## Geographie
Thimory liegt etwa 47 Kilometer östlich von Orléans am Fluss Limetin. Umgeben wird Thimory von den Nachbargemeinden Chevillon-sur-Huillard im Norden und Nordosten, Lombreuil im Nordosten, Oussoy-en-Gâtinais im Osten und Südosten, La Cour-Marigny im Süden, Noyers im Westen und Südwesten sowie Chailly-en-Gâtinais im Westen und Nordwesten.

## Bevölkerungsentwicklung
| 1962                       | 1968 | 1975 | 1982 | 1990 | 1999 | 2006 | 2018 |
| -------------------------- | ---- | ---- | ---- | ---- | ---- | ---- | ---- |
| 312                        | 335  | 318  | 268  | 432  | 513  | 617  | 724  |
| Quellen: Cassini und INSEE |      |      |      |      |      |      |      |

## Sehenswürdigkeiten

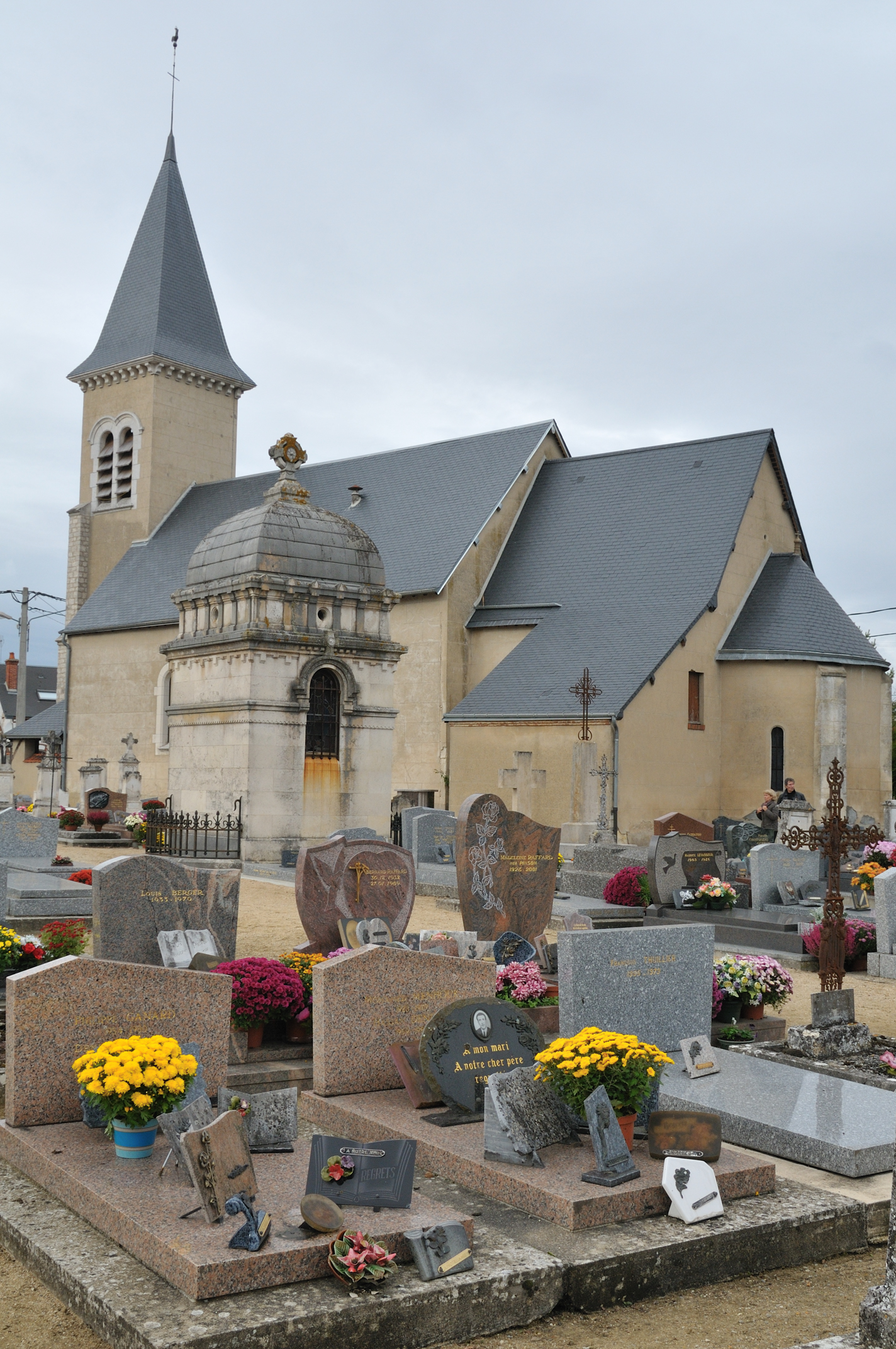
Kirche Saint-Germain

- Kirche Saint-Germain